# Stig Magneberg
Stig Erik Magneberg, född den 1 maj 1910 i Ockelbo församling, Gävleborgs län, död den 15 mars 2008 i Malmö,  var en svensk militär.
Magneberg avlade studentexamen i Söderhamn 1929 och officersexamen 1932. Efter att ha blivit kapten 1941 genomgick han Artilleri- och ingenjörhögskolans högre kurs 1943–1945. Magneberg blev major vid Krigshögskolan 1951 och vid Svea artilleriregemente 1952 samt överstelöjtnant vid artilleriskjutskolan 1955. Han var chef för artilleriskjutskolan 1958–1963 och befordrades till överste 1959. Magneberg var chef för Wendes artilleriregemente 1963–1966 och befälhavare vid Malmö försvarsområde 1966–1970. Han blev riddare av Svärdsorden 1951, kommendör av samma orden 1963 och kommendör av första klassen 1967. Magneberg var även riddare av Sankt Olavs ordens första klass. Han vilar i minneslund på Gamla kyrkogården i Malmö.